# Commarin
Commarin település Franciaországban, Côte-d’Or megyében. Lakosainak száma 121 fő (2022. január 1.). Commarin Montoillot, Châteauneuf, Vandenesse-en-Auxois, Semarey, La Bussière-sur-Ouche és Créancey községekkel határos.

## Népesség
A település népességének változása:
| Lakosok száma | 175  | 157  | 147  | 128  | 113  | 115  | 123  | 123  | 120  | 121  |
|               | 1968 | 1982 | 1990 | 2006 | 2013 | 2015 | 2017 | 2019 | 2020 | 2022 |